# Enterbrain
Enterbrain (エンターブレイン), anciennement Enterbrain, Inc. (株式会社エンターブレイン, Kabushiki gaisha Entāburein) et ASCII Film Co., Ltd. (アスキー映画株式会社, Asukī Eiga Kabushiki gaisha), est une marque de la maison d'édition japonaise Kadokawa Future Publishing depuis le 1er octobre 2013. Elle était une maison d'édition spécialisée dans les magazines généralement consacrés aux jeux vidéo et aux loisirs numériques ainsi que des guides de jeux vidéo et de stratégie. Elle publiait une petite sélection d'artbooks d'anime. Son siège social se trouvait à Tokyo, au Japon, avec un capital versé de 410 millions de yens. Son dernier président avant son absorption était Hirokazu Hamamura. Enterbrain est associée avec MediaLeaves (ja), ASCII Corporation et Sarugakucho, et édite également des jeux vidéo et des logiciels.

## Histoire

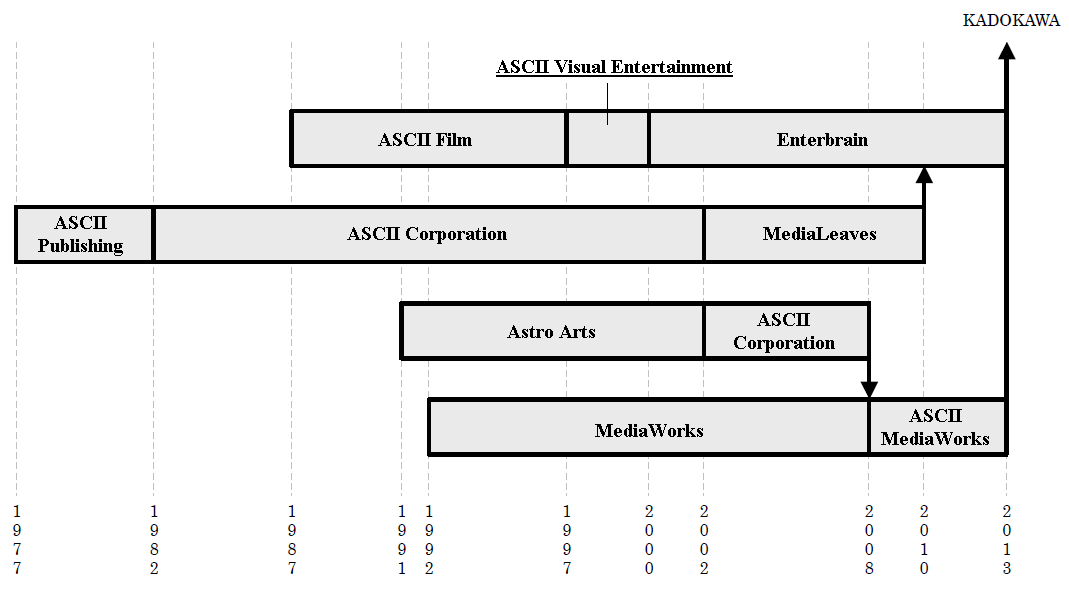
Frise chronologique de la société.

### Les débuts
Le 30 janvier 1987, Vestron Pictures (en) a établi sa filiale japonaise Vestron Pictures Japan Inc. (ベストロン映画株式会社, Besutoron eiga kabushiki gaisha) pour la production et la distribution de films avec son siège dans l'arrondissement de Minato à Tokyo. En mars 1990, ASCII Corporation est entré dans le capital de Vestron Pictures Japan avec l'augmentation de ses actions ; l'entreprise change de nom commercial pour ASCII Vestron Pictures, Inc. (アスキーベストロン映画株式会社) en septembre 1990. En octobre 1990, elle a commencé la fabrication et la vente de vidéogramme (vente à commission de Pony Canyon).
En avril 1991, l'entreprise a changé de nom pour ASCII Film Corporation (アスキー映画株式会社). En mai 1994, le siège social est déplacé à Shibuya dans Tokyo.
En avril 1997, elle est à nouveau renommée en ASCII Visual Entertainment (株式会社アスキービジュアルエンタテインメント, Kabushiki gaisha Asukī Bijuaru Entateinmento).

### L'entreprise Enterbrain
En janvier 2000, l'entreprise a pris la décision de changer de secteurs d'activités pour se centrer sur l'édition ainsi que le développement de logiciels et de jeux vidéo, de cette manière, elle s'est renommée en Enterbrain, Inc. (株式会社エンターブレイン, Kabushiki gaisha Entāburein) et a déplacé à l'occasion son siège social dans Setagaya à Tokyo. Enterbrain commence ses activités le 1er avril 2000 en acquérant d'ASCII Corporation (futur MediaLeaves) et d'Aspect Corporation la rédaction de Famitsu et d'autres services liés au divertissement, ainsi que des services commerciaux et administratifs associés. L'origine du nom de l'entreprise vient de la volonté de « devenir un cerveau de divertissement » (エンターテイメントのブレインになる, Entāteimento no burein ni naru).
Le 27 septembre 2007, Kadokawa Group Holdings (devenue Kadokawa Future Publishing) a annoncé qu'elle entamerait des discussions concernant la fusion de la nouvelle ASCII Corporation et MediaWorks, qui ont abouti le 1er avril 2008 à l'absorption d'ASCII par MediaWorks devenant ainsi ASCII Media Works. MediaLeaves (l'ancienne ASCII) a fusionné avec Enterbrain le 1er octobre 2010, marquant ainsi la disparition complète d'ASCII, à l'origine d'Enterbrain. 
Le transfert de la fonction de vente vers Kadokawa Group Publishing (Kadokawa GP) s'est achevé en septembre 2009, par conséquent, les nouvelles productions indiquent depuis la mention « Edité par Enterbrain et distribué par Kadokawa GP ». Toutefois, le département des affaires d'Enterbrain subsiste en tant que département qui mène des activités de vente. Avec la scission de Kadokawa Marketing donnant la première Kadokawa Magazines le 28 février 2011, cette dernière en est fait une filiale d'Enterbrain avant d'être absorbée le 1er mars 2011. Le 1er avril 2011, les activités d'Enterbrain et d'autres sociétés du groupe liées aux jeux vidéo pour consoles de salon sont intégrées dans Kadokawa Games. Le 1er juillet 2012, Kadokawa Content Gate (devenue Book Walker (ja)) a repris les activités de jeux sociaux de l'entreprise.

### La marque Enterbrain
Enterbrain a cessé d'être une kabushiki gaisha le 1er octobre 2013 lorsque huit autres sociétés et elle ont fusionné avec Kadokawa Corporation pour devenir des brand companies en français : « entreprises de marque ».
À la suite du ralentissement du marché de l'édition plus rapide que prévu, Kadokawa Corporation a restructuré ses Brand companies internes en avril 2015, celles-ci ont été supprimées. Enterbrain subsiste néanmoins en tant que département au sein de la société,. Le 5 janvier 2015, le transfert du siège de Sanbanchō, Chiyoda à Tsukiji, Chūō-ku s'est finalisé. Le 31 mars 2016, le département est démantelé.
Le 1er juillet 2017, le magazine DVD & Blu-ray Data (DVD＆ブルーレイでーた) et le site web d'informations sur le monde cinématographique Movie Walker sont transférés à Eiga Walker Co., Ltd., qui a changé en même temps son nom pour Movie Walker (ja)). Le 3 juillet 2017, Kadokawa Corporation a créé une nouvelle entreprise pour gérer un portail web d'informations sur les jeux vidéo, nommée Gz Brain Co., Ltd. (actuellement Kadokawa Game Linkage (ja)),.

## Liste des publications
- LOGiN
- B's LOG
- Famitsu
  - Weekly Famitsū
  - Famitsū PS2
  - Famitsū Xbox
  - Famitsū DS + Cube & Advance
- Harta (anciennement nommé Fellow's)
- TECH Win DVD
- Tech Gian
- MAGI-CU
- Monthly Comic Beam
- Arcadia
- Sarabure
- Famitsū Connect!On
- Logout Tabletalk RPG Series

## Liste des logiciels
- Indie Game Maker (ou Action Game Maker au Japon), qui permet la création de A-RPG, de shoot'em up et de jeux de plates-formes.
- RPG Maker (pour les versions XP et VX ainsi que VX Ace dernièrement), qui est un logiciel permettant la réalisation de jeux vidéo;
- Fighter Maker, qui permet la création de jeux de combat;
- Sim RPG Maker, qui permet la création de "Tactical RPG",
- Shooter Maker.

## Liste des jeux de rôles
- Alshard
- Alshard GAIA
- Blade of Arcana
- Inou Tsukai
- Night Wizard!
- Star Legend
- Tenra War
- Terra the Gunslinger
- Tokyo NOVA